# Stanisław Czaykowski

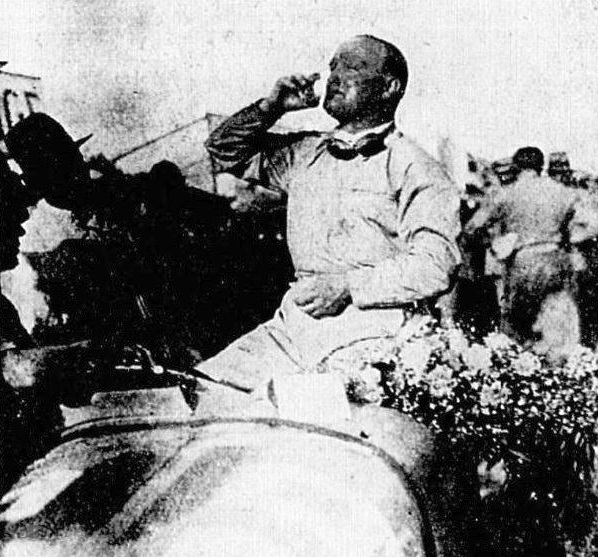
Victoire du comte Stanislaw Czaykowski au GP de Casablanca 1931.

Stanisław Czaykowski, également orthographié Stanislas Czaykowski ou Stanislaus Czaykowsky, né le 10 juin 1899 à La Haye et mort le 10 septembre 1933 à Monza est un pilote automobile et un membre de la noblesse polonaise.

## Biographie
Stanisław Czaykowski naît à La Haye le 10 juin 1899. Pendant la Première Guerre mondiale, il se met au service de la France et s'engage dans la Légion étrangère. Au sortir du conflit, ses activités commerciales au Royaume-Uni lui permettent d'accroitre son patrimoine financier, ses richesses étant déjà importantes en raison de son origine noble,.
Possédant sept Bugatti, il se lance en 1929 avec une Type 37A qu'il fait préparer à grands frais par l'usine, embauchant un mécanicien pour la circonstance (Jean Georgenthum qui restera son mécanicien jusqu'à sa dernière course à Monza et sera chargé par la Comtesse Czaykowski de rapatrier le corps du Comte la voiture et le matériel en France). Tout au long de sa carrière de pilote, le comte Czaykowski reste fidèle à la marque de Molsheim. Sa première course est le Grand Prix du Comminges.
Dès 1930, il est présent aux Grands Prix de Saint Raphaël, d'Oranie (qu'il remporte la même année en Sportscars devant l'Italien Vincenti, sur sa Bugatti 2,3 l), de Lyon, de la Marne et du Comminges. En juin 1930, il acquiert une Type 35C qu'il étrenne au Grand Prix de France et utilise à nouveau l'année suivante en Tunisie et à Monaco. La Type 35C est alors remplacée par une Type 51 qui lui permet de s'imposer dès sa première sortie, à Casablanca où il obtient sa première victoire.
Il est naturalisé français en 1931.

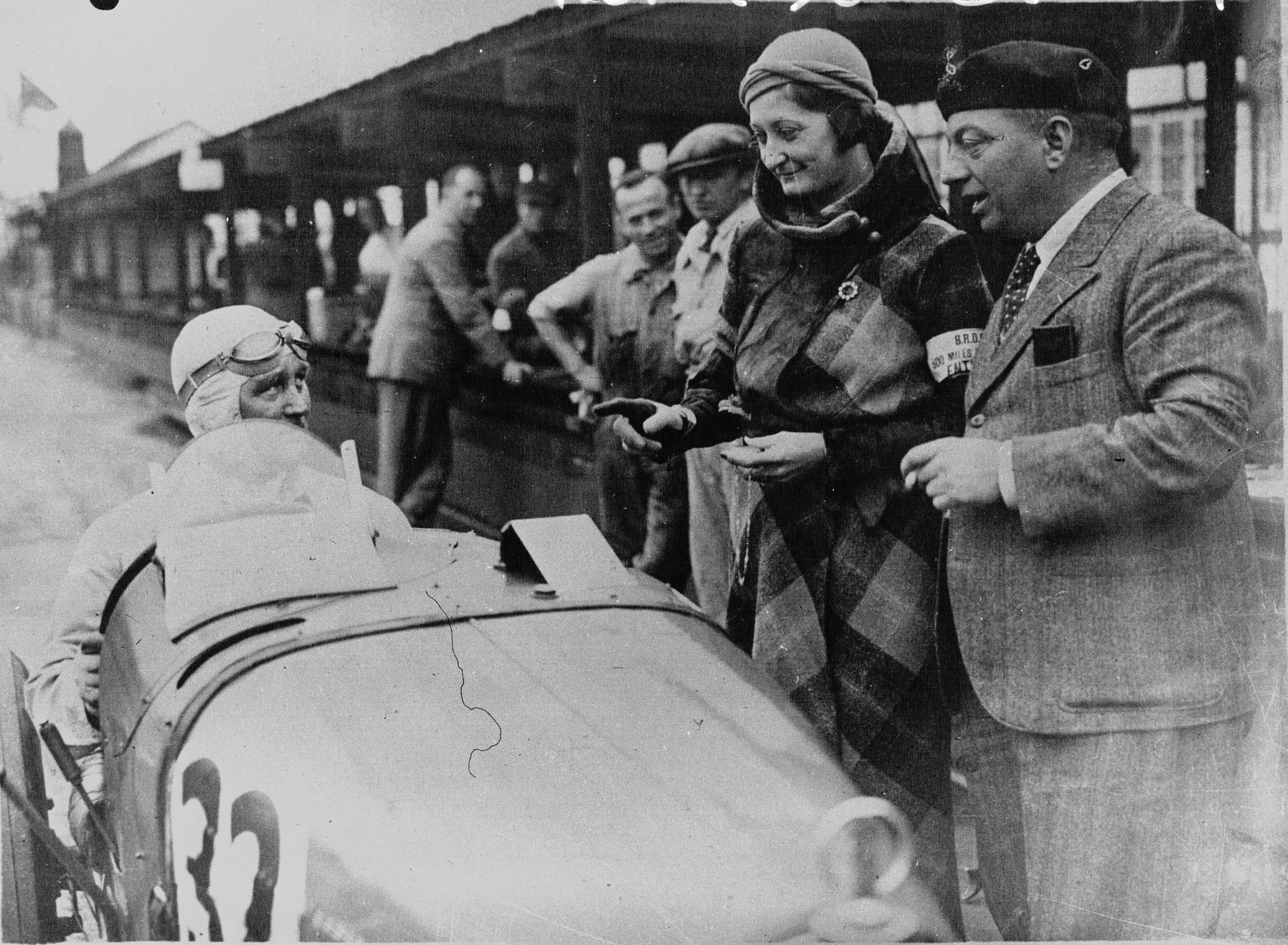
Czaykowski à Brooklands en 1932.

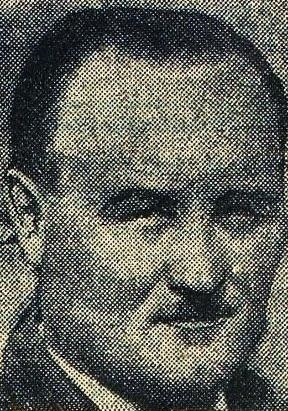
Czaykowski en 1933.

La Type 51 lui permet de réaliser quelques-uns de ses plus beaux résultats, victorieux au Grand Prix du Maroc à Anfa et troisième dans la Marne en 1931, puis de nouveau vainqueur en Provence et au Comminges ainsi que troisième à Nîmes, Casablanca, et en Lorraine (sur Type 35), pour l'année 1932.
Stanisław Czaykowski change de voiture au début de l'année 1933 et opte pour une Bugatti Type 54 avec laquelle il réalise le nouveau record du monde de l'heure à 213,842 km/h de moyenne sur le circuit de l'Avus, battant le record détenu détenu depuis avril 1932 par l'Anglais George Eyston à 210,392 km/h de moyenne sur une Panhard. 
Deux semaines plus tard, sur ce même circuit, il participe à l'Avusrennen mais se heurte à Achille Varzi, lui aussi sur Type 54 et finit deuxième. Il renoue avec la victoire au British Empire Trophy, finit troisième à Dieppe, puis enchaîne une série de contre-performances. Présent pour le Grand Prix de Monza, en ouverture du Grand Prix d'Italie le 10 septembre 1933, Stanisław Czaykowski remporte la première manche éliminatoire. Pendant le dernier tour de cette manche, la Duesenberg de Carlo Felice Trossi casse un piston et 22 litres d'huile se répandent sur la piste. Le problème, bien que signalé, n'est pas résolu et, lors de la deuxième manche éliminatoire, Baconin Borzacchini et Giuseppe Campari, deux pilotes de premier plan, perdent le contrôle de leurs monoplaces après être passés sur cette même flaque d'huile. Bien que les deux hommes meurent, la course reprend avec la manche finale. Czaykowski réalise le record du tour dans la quatrième boucle ; il perd le contrôle de son véhicule au huitième tour (peut-être à cause de la flaque d'huile) et se tue dans la Vedano Curve. Le Grand Prix est interrompu au terme du quatorzième des vingt-trois tours prévus et reste connu comme le « dimanche noir de Monza ».

## Résultats aux 24 Heures du Mans
| Année | Équipe           | no | Châssis          | Moteur                       | Catégorie     | Équipier         | Départ | Tours     | Distance    | Résultat                |
| ----- | ---------------- | -- | ---------------- | ---------------------------- | ------------- | ---------------- | ------ | --------- | ----------- | ----------------------- |
| 1932  | Comte Czaykowski | 16 | Bugatti Type 55  | Bugatti 2,3 l compresseur L8 | D (2,0–3,0 l) | Ernest Friderich | 16e    | 180 tours | 2 428,56 km | Abandon (Fuite d'huile) |
| 1933  | Comte Czaykowski | 23 | Bugatti Type 51A | Bugatti 1,5 l compresseur L8 | E (1,1–1,5 l) | Jean Gaupillat   |        | 52 tours  | 701,584 km  | Abandon (Électricité)   |

## Victoires en courses de côte
- Boulevard Michelet à Marseille en mars 1932, sur Bugatti Type 35B[6]
- Salies-de-Béarn en août 1932, sur Bugatti 4,9 l

## Distinctions
- Croix de guerre 1914-1918